# Bem remanufaturado
Bens remanufaturados (remanufactured) são bens usados que passam pelo processo industrial da remanufatura. Em geral, algumas condições devem ser cumpridas para que um bem seja considerado remanufaturado, são elas: os componentes primários deverão ser provindos de um produto usado; o produto usado deverá ser desmontado na extensão necessária a se determinar as condições de seus componentes; os componentes do produto usado deverão ser completamente limpos e livres de ferrugem e corrosão; todas as peças faltantes, defeituosas, quebradas ou desgastadas deverão ser restauradas ou substituídas por novas ou usadas de forma que apresentem boas condições de funcionamento; o produto deverá passar por operações como usinagem, rebobinagem, acabamento entre outras para chegar a plenas condições de funcionamento e o produto deverá ser remontado e operar com a mesma segurança e eficiência de um produto novo.
Para alguns segmentos da indústria outros termos são sinônimos de remanufaturado, desde que satisfaçam os requisitos mínimos acima. Deve-se ter em mente que a remanufatura é um processo industrial específico e uma definição para o que é um produto remanufaturado irá variar dependendo do tipo de produto. Atualmente há diversos termos correlatos aos bens remanufaturados, dentre eles:
Bem reconstruído (rebuilt): é sinônimo de remanufaturado quando aplicado a peças de motores e sistemas automotivos, mas não ao veículo todo.
Bem recarregado (recharged): também é sinônimo de remanufaturado, geralmente aplicado a produtos de imagem, como cartuchos de tinta.
Bem recondicionado (refurbished): esse termo se refere sobretudo àqueles produtos que apresentaram defeito ainda dentro da fábrica e são ali mesmo reparados. Tal termo é utilizado principalmente para artigos eletrônicos.
Há também diversos outros termos que, embora similares, não podem ser considerados bens remanufaturados:
Bem Reciclado (recycled): podem atender alguns requisitos da remanufatura, embora na maior parte das vezes o trabalho executado sobre eles seja pequeno. Ex.: peças de automóveis reaproveitadas de sucata.
Bem reparado (repaired): o produto reparado geralmente não recebe tratamento comparável ao do remanufaturado e pode não ter o desempenho de um produto novo similar.
Bem restaurado (restored): termo genérico aplicado a bens antigos ou clássicos, de caráter específico.
Bem usado (used): produto usado e que não recebeu nenhum tipo de correção ou reparo.
Bem recondicionado (reconditioned): termo que possui certas semelhanças com remanufaturado, causando confusão.

## Remanufaturados x Recondicionados (reconditioned)
Em geral a distinção entre esses dois termos é feita no comércio, pelos remanufaturadores, a fim de distinguir seu processo do recondicionamento. Normalmente os remanufaturadores são os próprios fabricantes originais do bem (vide tópico adiante), o que torna interessante que façam distinção de seus processos daqueles realizados por recuperadores "de fundo de quintal".
Por serem termos muito empregados no comércio, não há grande consenso sobre as distinções entre o bem recondicionado e o remanufaturado. Uma das diferenças é que "basicamente, uma peça recondicionada é consertada apenas onde apresentou a falha e com pouca ou nenhuma substituição de componentes. Já em uma remanufaturada, todos os componentes que sofreram desgaste são substituídos, atendendo as mesmas especificações de projeto de uma peça nova". Desse modo, além dessa substituição dos componentes desgastados, o bem remanufaturado passaria por processos que o recondicionado não passa, como a limpeza e desoxidação prévia dos componentes com equipamentos específicos para esse fim; a substituição dos itens que possuem maior probabilidade de falha – não é regra – ex. alguns remanufaturadores refazem o bobinado do motor elétrico usado, mesmo não tendo apresentado qualquer defeito; testes mais criteriosos são realizados tanto nos componentes reaproveitados como no produto final.

## Impactos positivos da produção de bens remanufaturados

### Economia[3]
A oportunidade de adquirir bens de qualidade a preços menores é uma das grandes vantagens dos remanufaturados. Por manter o núcleo do bem, a sua remanufatura possibilita que o produto custe de 45 a 80% do preço de um produto equivalente novo. Há setores dedicados à remanufatura ao longo de 43 capítulos diferentes do Sistema Harmonizado. Estas operações compreendem um grande número de empresas, sobretudo as de pequenas firmas, que crescem a taxas entre 20 e 30% ao ano (nos EUA). A remanufatura também tem a vantagem de oferecer oportunidades de crescimento no nível de emprego. Frequentemente é intensiva em mão-de-obra devido a operações de desmontagem, recondicionamento e remontagem. Estudos acadêmicos indicam que a produção de bens remanufaturados emprega mais pessoas capacitadas por bem produzido do  que as manufaturas tradicionais.

### Meio Ambiente
A produção de bens remanufaturados produz importantes benefícios ambientais graças à economia de energia e materiais e à redução ao mínimo de resíduos sólidos produzidos. A proporção dessa redução dos impactos ambientais varia a depender do tipo de indústria e de produto, todavia estima-se que em média um remanufaturador típico utilize de 85 a 95% menos energia e materiais por produto que um fabricante do bem novo.
Segundo Lund, o bem remanufaturado apresenta um processo mais vantajoso do que o bem reciclado por "aproveitar" o valor adicionado à matéria-prima original. A diferença essencial aparece na recaptura do valor agregado, que é o custo de trabalho, energia e operações de manufatura que são adicionados à matéria-prima para a confecção do produto. Para a grande maioria dos bens duráveis mais simples, o valor agregado é de longe o maior elemento de custo. Até mesmo para um produto como uma simples garrafa de cerveja, o custo da matéria-prima base (areia, soda ou barrilha e calcário) é menos que 5% do custo de uma garrafa acabada; o restante é valor agregado. Para um produto como automóvel, o valor das matérias primas que podem ser recuperados pela reciclagem é da ordem de somente 1,5% do valor de mercado de um carro novo. 
O valor agregado original se incorpora ao remanufaturado. No processo da reciclagem esse valor agregado do produto original é destruído. Importante observar que aqui se trata da reciclagem em sua definição tradicional, pois os conceitos mais modernos dessa operação incluem a remanufatura como uma de suas formas, considerando-a, muitas vezes, a forma primeira e mais recomendável de reciclagem por ser mais ambientalmente correta uma vez que economizaria mais energia.

## Quem realiza remanufatura no mundo?
A produção de remanufaturados tem se mostrado bastante rentável para os fabricantes de equipamentos e componentes originais, já que eles podem obter por diversas vezes ganhos sobre o mesmo bem.
A alta lucratividade do setor de remanufaturados pode ser constatada pelos dados da NEMA (Motor Equipment Manufacturers Association), que informa que nos EUA anualmente os faturamentos são da ordem de US$ 184 bilhões para os fornecedores de peças às montadoras de veículos; US$ 190 bilhões para os fornecedores de produtos e serviços no pós-venda de veículos leves e US$ 52 bilhões para os fornecedores de produtos e serviços no pós-venda de veículos pesados.
Nos EUA há grandes empresas realizando a remanufatura, como exemplo pode-se citar a Caterpillar, maior fabricante mundial de equipamentos para remoção de terra e talvez também a empresa que mais realiza remanufatura no mundo. Por ser especializada em equipamentos pesados e de alto valor agregado, a remanufatura é um negócio importante para essa empresa, especialmente em mercados com baixo poder médio de compra como a China, onde atualmente está instalando em Shangai uma planta que montará equipamentos remanufaturados.
Também no Brasil grandes empresas do segmento de autopeças para reposição atuam no ramo da remanufatura, dentre muitas estão a Bosch, Cummins, TRW etc, contando inclusive com uma entidade de representação do segmento: a Associação Nacional dos Remanufaturadores de Autopeças (ANRAP). Além do setor automotivo, outro segmento responsável pela grande produção de remanufaturados é o de informática. Ambos segmentos têm a tradição de comercializar seus produtos à base de troca pelo usado, obtendo assim as mercadorias usadas sobre as quais serão realizadas novas remanufaturas.

## Os remanufaturados e o comércio internacional
Recentemente os EUA propuseram na Organização Mundial do Comércio (OMC) a negociação de medidas não tarifárias relacionadas aos bens remanufaturados em geral, destacando a importância do comércio desses bens e visando ampliar as exportações desses bens. No âmbito das negociações do NAMA (Acesso a Mercados de Bens não Agrícolas) na OMC, a proposta americana definia a remanufatura genericamente, consistindo essa no processo no qual um produto recuperado ou seu "núcleo" é transformado mediante limpeza, teste e outras operações em um produto que se comprova e certifica ajustado às especificações técnicas e de segurança e que tenha garantia similar à do produto novo.
No Brasil, a importação de bens de consumo usados é vedada, exceto para alguns casos específicos. No entanto, a legislação brasileira que se aplica à importação de mercadorias usadas, em um sentido geral, não é suficientemente detalhada sobre a questão dos remanufaturados, não havendo nenhuma disposição que regule sua importação, há apenas uma pequena menção sobre a importação desses bens na Portaria DECEX nº 8/2001 em seu art. 24º.
Embora a remanufatura apresente vantagens ambientais e econômicas, o comércio de bens remanufaturados entre países pode encontrar certas dificuldades como já vem ocorrendo. Um aspecto sensível de seu comércio internacional é que, devido a grande competitividade dos remanufaturados, eles podem vir a ser uma ameaça à indústria do país importador. Outro ponto delicado é a importação de bens remanufaturados que, quando não têm mais utilidade e não podem ser remanufaturados novamente, tornam-se resíduos cujo correto manejo é bastante dispendioso, como é o caso dos pneus. Um pneu pode ser remanufaturado apenas uma vez, o que implica que após o seu segundo uso ele será tão somente um resíduo sólido.
Preocupada com a gestão ambiental de resíduos sólidos a União Europeia (UE) tem atualmente uma legislação rigorosa a esse respeito, proibindo inclusive a disposição de pneus em aterros sanitários. Nesse caso, a solução ambiental e econômica encontrada pelos europeus tem sido a exportação de pneus usados e remanufaturados para países em desenvolvimento. Desde 2003, Brasil e União Europeia têm um impasse a respeito da proibição brasileira de importação de pneus usados e remanufaturados. Em janeiro de 2007 a UE solicitou na OMC o estabelecimento de um painel arbitral para analisar a proibição do Brasil. Mas a pressão para importação de pneus usados e remanufaturados não tem sido apenas externa. Apesar da proibição, empresas brasileiras remanufaturadoras de pneus importaram, a base de liminares concedidas pela justiça brasileira, entre 1990 e 2004, mais de 34 milhões de pneus usados.
Embora a remanufatura seja uma prática economicamente atraente e ambientalmente menos impactante existe a preocupação de que países em desenvolvimento e praticantes da remanufatura sejam grandes importadores de lixo. Sob um ponto de vista ambiental o ideal é que cada país remanufature apenas os bens que seus cidadãos utilizaram.